# لويس رئيل (قصة مصورة)
(كوميديا) لويس ريل لويس ريل هي السيرة التاريخية لعام 2003 في الكوميديا من قبل رسام الكاريكتر الكندى تشيستر براون.انها تتعامل مع العلاقة العدائية بين لويس رئيل زعيم المتمرددين المهجنين والحكومة الكندية التي أنشئت حديثا.و هي تبدأ قبل فترة وجيزة من ثورة النهر الأحمر عام 1869 وتنتهى بشنق ريل عام 1885 بتهمة الخيانة العظمى.يكشف الكتاب الجانب الفصامى في شخصية ريل فهو يؤمن بأن الله اسماه نبى العالم الجديد، ليقود شعب المهجنين إلى الحرية.
و يلاحظ ان العمل يتسم بتفكك الارتباط العاطفى، والحوار السطحى، وأسلوب الرسم مستوحى من فكاهية هارولد غراى (انى الصغير اليتيم).و على غير عادة الكوميديا في ذلك الوقت، فانها تحتوى على أجهزة علمية كاملة ومقدمة وفهرس وببلوغرافيا وملحوظات في النهاية.المطولة، وهي التذييل بحروف اليد لتقديم فكرة عن العملية الابداعية والانحيازية لدى براون، وتسليط الضوء حيث يغير الحقائق التاريخية لخلق قصة أكثر جاذبية، مثل دمج نظرية المؤامرة فهي لا تحظى بقبول واسع لدى المؤرخين.أصبح براون مهتما بمسألة حقوق الملكية أثناء بحثه عن الكتاب، والذي أدى إلى التغيير في سياسته العامة من السياسة الفوضوية إلى السياسة التحررية.
على الرغم من أن براون قصد ان تنشر على شكل كتاب واحد فقط، إلا أن لويس ريل كان في البداية سلسلة من عشر قضايا بين عام 1999 وعام 2003.كان هذا العمل هو أول كتاب كوميدى يحصل على منحة مجلس كندا للفنون.و تلقى هذا العمل نقدا ايجابيا، وقد حصل على ثلاث جوائز هارفى.في البداية لم تحقق السلسلة مبيعات جيدة، ولكن المفاجأة أن الكتاب حقق ارباحا عالية. ولعب هذا النجاح دورا هاما فأصبح لها مكان بالرف في المكتبات وعممت الروايات التصويرية في مكتبات أمريكا الشمالية.

## نظرة عامة
مترجم (قطاع فكاهى بيوجرافى) ، لويس ريل ينظر إلى زعيم المهجنين لويس ريل وقيادته في ثورة النهر الأحمر وثورة الشمال الغربى.و هي لا تسعى لرواية كاملة عن حياة ريل-فإنه يغفل فترات طويلة ويتجاهل الكثير من جوانب شخصيته.و بدلاً من ذلك كان كل تركيزه على كتابه (العلاقة العدائية مع الحكومة الكندية) من عام 1869 إلى عام 1885. تضم القصة 241 صفحة من 271 صفحة من الكتاب، وتستكمل مع أجهزة علمية كاملة: مقدمة، ببيلوغرافيا، فهرس، قسم الخرائط، والتعليقات الختامية الواسعة. كان لديه عناصر تأريخية قوية، بالتفصيل في الملحق، الأبحاث التي أجريت والخيارات التي قام بها المؤلف لتطير الكتاب.
تربى براون أثناء المقاطعة الكندية للكيبيك، حيث يتحدث غالبية الناس الفرنسية، وحيث يعتبر ريل شهيداً.لكن براون،(الذي نشأ يتحدث بالإنجليزية فقط)، قال إنه يجهل جزء كبير من قصة ريل  حتى قام بقراءة (ماجى سيجنز) عام 1994 عن سيرة لويس ريل: حياة الثورة. تتشابك العديد من المواضيع المفضلة لبروان في لويس ريل مثل: مكافحة الاستبداد، الأديان الخارجية، الجنون، والدقة والموضوعية القصصية. والحدث الرئيسى في الفصل الثامن من الكتاب يحكى قصة الوحى الذي نزل على ريل وهو على قمة تل في واشنطون العاصمة، حيث واجه رؤى وتحدث إلى الإله، الذي أعلنه (ريل) نبى العالم الجديد وطلب منه أن يقود شعبه إلى الحرية. وعلى غلاف الكتاب، نرى ريل يقف وحده في البرية، يحدق في السماء، وترك الباب مفتوحا أمام ما إذا كان ما شاهده حقيقيا أم لا.

## الخلفية
في عام 1995, نشر براون مقالة كاريكاترية عن «أمى كانت تعانى من الفصام في الشخصية»، والذي يتناول فيه دور المجتمع في المرض العقلى، ويتناول أيضاًأسئلة المعتقدات المقبولة في مهنة الطب في إيجاد حلول لهذا الموضوع.وجاء قطاع ست صفحات مع صفحتين من التعليقات الختامية التي تم جمعها من أبحاثه. استمتع براون بفكرة المقال واعتقد أنه يمكن أن ينشئ مقال آخر يمكنه من «حشر العديد من البحوث في إطار كوميدى». عندما جاء عبر سيجنز سيرة ريل، قيل أنه يعمل على سلسلة تحت الماء التجريبية، وهو المشروع الذي شعر براون فيه أنه قد ضل طريقه.توفى والده في أواخر عام 1997, وقال أنه قد قرر عدم تضيع وقته مع المشاريع التي لم تعمل. في عام 1998, التفت انتباهه إلى ريل، ووضع سلسلة تحت الماء التي لا تحظى بشعبية جانبا.
أثناء بحثه، مر براون على كتابين للعالم السياسى توم فلاناغان: لويس «ديفيد ريل» نبى العالم الجديد عام 1996 ولويس ريل والثورة: عام 1885 وأعيد النظر فيها عام 2000.وجد بروان أن رواية «نبى العالم الجديد» تثير الفضول بشكل خاص لأنها تعاملت مع أفكار ريل الدينية أثناء إعادة تقييمه لتشخيص المرض العقلى، كان هناك موضوعين أعطاهما براون اهتماما خاصا، كما وجهت سابقا منهما التكيف مع «غريبى الأطوار» من الإنجيل، وكوميديا التعامل مع الفصام والدته. وقال أيضاً أنه مر على كتب للباحث دون ماكلين والمؤرخ دوغلاس ن.سبراغ والذي فيهما تقدمت نظرية المؤامرة في ثورة الشمال الغربى عام 1885 وأثارت بشكل متعمد رئيس الوزراء جون ماكدونالد لكسب التأييد لبناء سكك الحديد العابرة للقارات.
و قد اكتسب بروان سمعة لرواية القصص المرتجلة في الوقت الذي بدأ العمل فيه على لويس ريل.مع سلسلة تحت الماء، قيل أن براون كان ينوى كتابة سيناريو، ولكنه في النهاية اختار الارتجال.وجد نتائج غير مرضية، وقرر أن يكتب نص كامل مسبق لمشروعه السابق.و قد تخطى سيناريو لويس ريل مائتى صفحة.
بروان لم يكن أول من يصف زعيم المهجنين في الكوميديا.جيمس سيمبكينز، وهو رسام كاريكتر كندى اشتهر برواية جاسبر الدب، قدم قطاع مكون من صفحتين في عام 1967 أقل ما يقال عنه أنه ضد ريل، وأنتج بيبر دوبيس ملخص من صفحتين عام 1979 باللغة الفرنسية. ظهر التمرد في الصفحة الثالثة والعشرين في الكتاب الكوميدى للتاريخ الكندى رقم 2 من قبل مؤيدى ريل في عام 1972. في عام 1980 أنشأ الفنان الإيطالي هوجو برات شخصية تدعى جو اليسوعى والذي من المفترض أنه ينحدر من سلالة لويس ريل. نشرت دار النشر ليس أديشينز ديس بلاينز كتابين عن ريل، روبرت فراينت في الصفحة الثامنة والخمسين من الكتاب الكوميدى «لويس ريل في الكوميديا» عام 1990, وزوران وتوفيق لويس ريل (لويس ريل، الأب الروحى لمونتبيا الكندى)عام 1999, الكتابين باللغة الفرنسية. ريل لعب دورا ثانويا في ألبوم (الشفق في حديقة بيوس المحترقة) عام 1995.

## الحبكة الدرامية
حكومة دومينون الكندية الجديدة (تأسست عام 1867), تحت قيادة رئيس الوزراء جون ا.ماكدونالد، قد توصل إلى اتفاق مع شركة هدسون الخليجية لشراء أراضي روبرت-وهي مساحات شاسعة من الأراضي في شمال أمريكا الشمالية.الخلاف بين المهجنين الناطقين بالفرنسية -هؤلاء الذين هم نصف سكان محليين، ونصفهم أبيض، ويسكنون أجزاء من أراضي روبرت-سببه أنه يمكنهم بيع أراضيهم إلى الكنديين بدون موافقتهم.في مستوطنة النهر الأحمر، والمهجنين، بقيادة لويس ريل، يحاولون تفادى المناورات السياسية من جانب نائب الحاكم ويليام ماكدوغال وبعض المستوطنين الناطقين بالإنجليزية، أثناء الاستيلاء على حصن غارى. بعد المواجهة المسلحة في مستوطنة أحد الناطقيين بالإنجليزية (منزل جون شولتز)، وأعلن المهجنون وجود حكومة مؤقتة وصوتوا لريل ليكون رئيسهم، مع عدد من ممثلى الفرنسية والإنجليزية. هرب شولتز من السجن وكان هناك عدد من الرجال يتجولون في المنطقة بقصد تحرير الأسرى من حصن غارى، ولكن عندما أتاح ريل الحرية للسجناء، تعين على رجال شولتز الخروج من المنزل.و في الطريق، عبر عددا منهم حصن غارى حيث تم القبض عليهم وسجنهم.واحد من السجناء، توماس سكوت، ومشاكسته بلا هوادة مع الحراس، ينهمر عليهم بنعوت عنصرية.في نهاية المطاف، فإن الحكومة المؤقتة ادانته بتهمة الخيانة العظمى واعدموه رميا بالرصاص.تم الإفراج عن السجناء المتبقين، ودخلت الحكومة المؤقتة في مفاوضات مع أوتاوا، والتي نتج عنها تأسيس مقاطعة مانيتوبا.إنهم غير قادرين على الحصول على عفو عن إعدام سكوت، ولكن الجيش الكندى يصل، ظاهريا للحفاظ على السلام.يهرب ريل إلى الولايات المتحدة، ويفترض الحكم للسكان الناطقين باللغة الإنجليزية.
شولتز يسيطر على مانيتوبا، وحكومة أونتاريو تقدم مكافأة نقدية لمن يقبض على ريل، حيا أو ميتا. ماكدونالد يرسل المال لريل سرا ليختبئ، كما أن موته سيسبب له خسارة الأصوات في كيبيك ولكن السماح له بالعيش يمكن أن يكلفه الأصوات في كندا الإنجليزية. يستمر ريل في الهرب من مدينة إلى مدينة في الولايات المتحدة الأمريكية واستمر صائدى الجوائز في محاولاتهم إلقاء القبض عليه. عاد إلى منتوبيا، في عام 1873, وحصل على مقعد في البرلمان من قبل. ولكنه في الواقع كان يخشى الجلوس في البرلمان لأنه مازال هناك مكافأة، واستمر في العيش في خفاء. . وفي عام 1874, ربح مقعده في البرلمان مرة آخرى. وشولتز يفوز بمقعد في المستوطنة كذلك، ولكن، ألكسندر ماكنزى أصبح رئيسا للوزراء، ويعمل على وعود بعدم منح المتمردين العفو. يتم طرد ريل من البرلمان لفشله في الجلوس، ولكنه يفوز بمقعده مرة آخرى في الانتخابات المقبلة. الحكومة المحبطة في النهاية، أعلنت العفو عن المتمردين ماعدا ريل، الذي العفو عنه مشروط بالنفى لمدة خمس سنوات من كندا. وخلال منفاه، أصبح لدية بصيرة على قمة جبل في واشنطن، الذي أسماه الله عليه ديفيد، ونبى العالم الجديد، والذي علية ولاه قيادة المهجنين إلى الحرية. في عام 1876, التزم ريل سرا من قبل أحد الأصدقاء إلى مستشفى المجانين القريبة من مونتريال تحت اسم مستعار.